# Santolina
Santolina es un género de plantas perteneciente a la familia Asteraceae, nativa de la región Mediterránea. Según autores, hay entre 15 y 18 especies.

## Descripción
Las especies son pequeños arbustos perennes que alcanzan 10-60 cm de altura. Las hojas son simples en algunas especies, o pinnadas, finamente divididas en otras, a menudo densamente velludas. Las flores son amarillas, produciéndose en inflorescencias globosas con cabezas florales de 1-2 cm de diámetro que sobresalen 10-25 cm sobre el follaje.

## Ecología
Especies de Santolina son comida para las larvas de algunas especies de Lepidoptera incluyendo Bucculatrix santolinella (come exclusivamente S. chamaecyparissus) y Coleophora sobre C. albicella.

## Taxonomía
El género fue descrito por  Carlos Linneo y publicado en Species Plantarum 2: 842. 1753. La especie tipo es: Santolina chamaecyparissus
Etimología
Santolina: nombre genérico que deriva  del latín sanctus = "sagrado" y linum = "lino", basada en un antiguo nombre de una especie de este género.

## Especies seleccionadas
- Santolina ascensionis Sennen endémica del Rif oriental.
- Santolina chamaecyparissus
- Santolina elegans
- Santolina oblongifolia, manzanilla de Gredos, endemismo exclusivo de la Sierra de Gredos
- Santolina rosmarinifolia (syn. S. virens)
- Santolina suaveolens Pursh
- Santolina viscosa
- Santolina semidentata, del cual derivó la Santolina melidensis[3]
- Santolina melidensis, endemismo del centro de Galicia, alrededor del límite entre las provincias de Lugo y La Coruña